# Odontodactylus hawaiiensis
Odontodactylus hawaiiensis är en kräftdjursart som beskrevs av Manning 1967. Odontodactylus hawaiiensis ingår i släktet Odontodactylus och familjen Odontodactylidae. Inga underarter finns listade i Catalogue of Life.